# Liste der denkmalgeschützten Objekte in Weißenkirchen im Attergau
Die Liste der denkmalgeschützten Objekte in Weißenkirchen im Attergau enthält das einzige denkmalgeschützte, unbewegliche Objekt der oberösterreichischen Gemeinde Weißenkirchen im Attergau.

## Denkmäler
| Foto |                 | Denkmal                                                                        | Standort                                                 | Beschreibung | Metadaten |
| ---- | --------------- | ------------------------------------------------------------------------------ | -------------------------------------------------------- | --- | --- |
| ja   | Datei hochladen | Kath. Pfarrkirche hl. Margaretha und Friedhof HERIS-ID: 52673 Objekt-ID: 60150 | Weißenkirchen im Attergau 2a Standort KG: Weissenkirchen | Die Pfarrkirche ist ein beeindruckender spätgotischer Bau von Stephan Wultinger. Der überraschend große Chor ist 1512 vollendet worden, das zweischiffige Langhaus mit einer gerauteten Mittelsäule 1514. | BDA-Hist.: Q26252558 Status: § 2a Stand der BDA-Liste: 2025-06-30 Name: Kath. Pfarrkirche hl. Margaretha und Friedhof GstNr.: 4235 |